# Theaterfestival
Een theaterfestival is een (meestal terugkerend) evenement waarbij verschillende theatergezelschappen een voorstelling brengen.
Tot 2005 vond in de Lage Landen jaarlijks "Het Theaterfestival" plaats: een Vlaams-Nederlandse presentatie, aan het einde van de zomervakantie, van een selectie opmerkelijke voorstellingen van het voorbije seizoen.
Sinds 2006 bestaat er een afzonderlijk Nederlands (Het Nederlands Theater Festival of TF in Amsterdam) en Vlaams luik (Het Theaterfestival, afwisselend in Brussel en Antwerpen). Beide festivals zorgen voor een eigen selectie en wisselen daarvan drie voorstellingen uit.

## Lijst van theaterfestivals

### België
- Bâtardfestival, (Brussel)
- BRONKSfestival, BRONKS (Brussel)
- Het Interfacultair TheaterFestival (Leuven)
- NAFT (Brugge).
- Theater Aan Zee, (Oostende)
- Het Theaterfestival (afwisselend in Antwerpen en Brussel)
- Het TheaterFestival Vlaanderen
- Theaterfestival van Spa
- Toernee General, KVS en Théâtre National (Brussel)
- Zomer van Antwerpen

### Nederland
- Amsterdam Fringe Festival
- Amsterdams Kleinkunst Festival
- De Betovering (Den Haag)
- BIES! (Dordrecht)
- Boulevard ('s-Hertogenbosch)
- Delft Fringe Festival
- Mooi Weer Spelen Delft(straattheaterfestival)
- Festival CEMENT (rondreizend festival in de provincie Noord-Brabant of Limburg)
- Cultura Nova (Heerlen)
- Dancing on the Edge Festival (Amsterdam)
- Deventer Op Stelten (Deventer)
- Festival a/d Werf (Utrecht)
- FestiValderAa (Schipborg)
- Fiesta del Sol (Eindhoven)
- Fries Straatfestival (Leeuwarden)
- HartsTocht, Het Zuidelijk Toneel i.s.m. Expeditie Zuid (Eindhoven)
- Hoogte80 Festival (Arnhem)
- ITs Festival Amsterdam (Amsterdam)
- Jonge Harten Theaterfestival (Groningen)
- Karavaan (reizend festival in Noord-Holland)
- KuNa Festival (Dwingeloo)
- Nederlands Theater Festival (Amsterdam)
- Noorderzon (Groningen)
- Oerol Festival (Terschelling)
- Over het IJ Festival (Amsterdam)
- De Parade (afwisselend: Rotterdam, Den Haag, Utrecht en Amsterdam)
- Spoffin (festival) (Amersfoort)
- Studenten Theater Festival, Universiteit Groningen
- Theaterfestival, LAKtheater (Leiden)
- Totaalfestival, (Bladel)
- Tweetakt, (Utrecht)
- Vondelpark Openluchttheater (Amsterdam)
- Zeeland Nazomerfestival - (Middelburg)

### Overige landen
- Bayreuther Festspiele (Duitsland)
- Berliner Theatertreffen (Duitsland)
- Internationaal Figurentheaterfestival (Duitsland)
- Bregenzer Festspiele (Oostenrijk)
- Wiener Festwochen (Oostenrijk)
- Festspillene i Bergen (Noorwegen)
- Glyndebourne Opera Festival (Engeland)
- Edinburgh Festival (Schotland)
- Edinburgh Fringe (Schotland)
- Dublin Gay Theatre Festival (Ierland)
- Festival van Avignon (Frankrijk)
- Maggio Musicale Fiorentino (Italië)
- Openluchtfestival van Szeged (Hongarije)
- Theater- en muziekpodium Amadeo (Kroatië)
- Internationaal Festival van Baalbek (Libanon)
- Aardklop (Zuid-Afrika)